# 오스만 공위시대
오스만 공위시대(영어: Ottoman Interregnum) 또는 오스만 내전(영어: Ottoman Civil War) (1402년 7월 20일 – 1413년 7월 5일)은 1402년 7월 20일에 앙카라 전투에서 술탄 바예지드 1세가 패배한 후 바예지드 1세의 아들들 사이에 벌어진 오스만 제국의 내전이다. 메흐메드 첼레비는 티무르에 의해 술탄으로 지목되었지만 그의 형제들인 이사 첼레비, 무사 첼레비, 쉴레이만 첼레비 및 나중에 무스타파 첼레비는 자신의 왕좌를 주장하면서 마흐메드를 인정하지 않았다. 그 결과 내전에 돌입하게 되었다. 공위시대는 메흐메드 첼레비가 승자가 되어 메흐메드 1세로 즉위하고 오스만 제국을 재건한 1413년 7월 5일의 차무를루 전투까지 11년간 지속되었다.

## 같이 보기
- 오스만 제국
- 바예지드 1세
- 메흐메드 1세
- 공위시대
- 공위시대 (동음이의)